# Paishan
Paishan (kinesiska: 排山, 排山乡) är en socken i Kina. Den ligger i provinsen Hunan, i den södra delen av landet, omkring 170 kilometer söder om provinshuvudstaden Changsha. Antalet invånare är 11819. Befolkningen består av 5 817 kvinnor och 6 002 män. Barn under 15 år utgör 21,0 %, vuxna 15-64 år 71 %, och äldre över 65 år 7,0 %.
Genomsnittlig årsnederbörd är 1 778 millimeter. Den regnigaste månaden är maj, med i genomsnitt 282 mm nederbörd, och den torraste är oktober, med 22 mm nederbörd.